# Castor 4A
Castor 4A é um Estágio de foguete estadunidense fabricado pela Thiokol e usado como acelerador ou primeiro estágio em alguns foguetes.
Usado como um foguete acelerador, melhorava em 11% a eficiência dos foguetes Delta graças ao uso de propelente HTPB (polibutadieno). Como acelerador foi usado nos foguetes Delta 6900 e Atlas IIAS. Voou pela primeira vez em 1982.